# Collisionneur
Ne doit pas être confondu avec Collisionneur (statistiques).

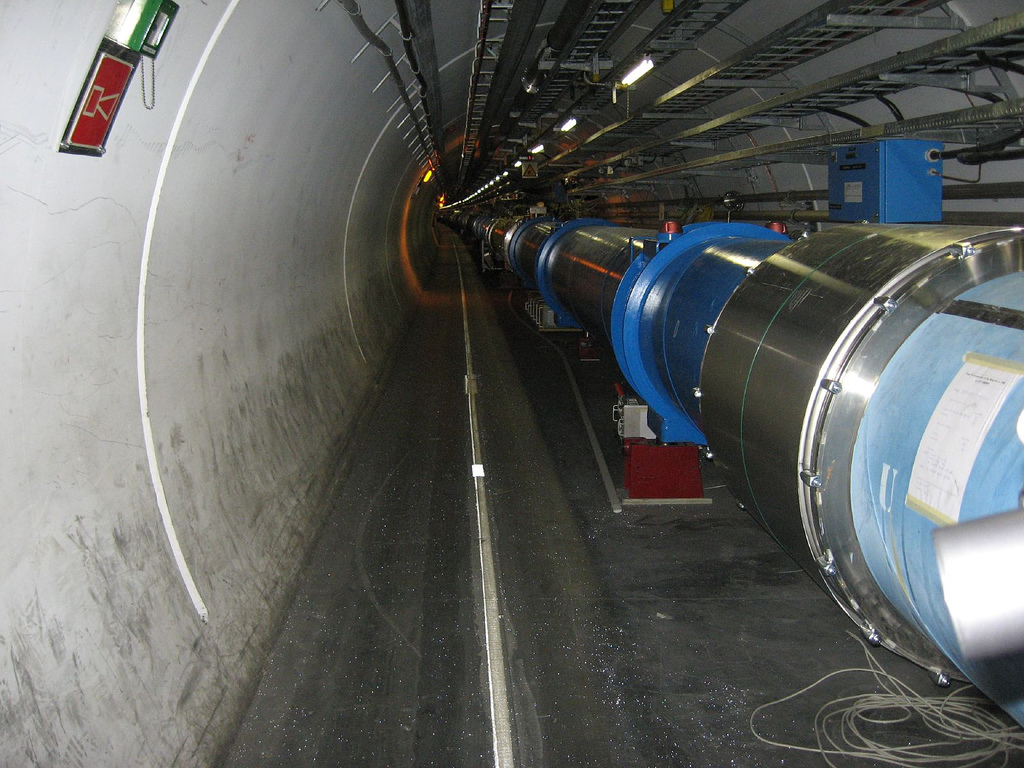
Photographie d'un morceau du Large Hadron Collider, le plus grand collisionneur de particules du monde (27 km de circonférence).

Un collisionneur est un type d'accélérateur de particules mettant en jeu des faisceaux dirigés de particules élémentaires.
Les collisionneurs se répartissent en accélérateurs circulaires et accélérateurs linéaires.

## Explication
En physique des particules, pour en savoir davantage sur les particules élémentaires on accélère ces dernières jusqu'à ce qu'elles atteignent une énergie cinétique élevée et on les fait entrer en collision avec d'autres particules. À un niveau d'énergie suffisamment élevé, une réaction se produit qui transforme les particules initiales en d'autres particules. Leur détection donne un aperçu de la physique mise en jeu.
Ces expérimentations se font selon deux montages :
- Le montage à cible fixe : on accélère un faisceau de particules (les projectiles) au moyen d'un accélérateur de particules et, en guise de partenaire de collision, on place une cible fixe sur le chemin du faisceau.

- Le montage à collisionneur : on accélère deux faisceaux de particules et on dirige les faisceaux l'un contre l'autre de façon que les particules entrent en collision en venant de directions opposées.

Le montage à collisionneur est plus difficile à construire mais a un grand avantage : selon la relativité restreinte, l'énergie d'une collision inélastique entre deux particules arrivant l'une sur l'autre à une vitesse donnée n'est pas simplement quatre fois plus élevée que dans le cas d'une particule au repos (comme ce serait le cas en physique non relativiste), elle peut être plus élevée de plusieurs ordres de grandeur si la vélocité de collision est proche de la vitesse de la lumière.